# 重庆市能源投资集团

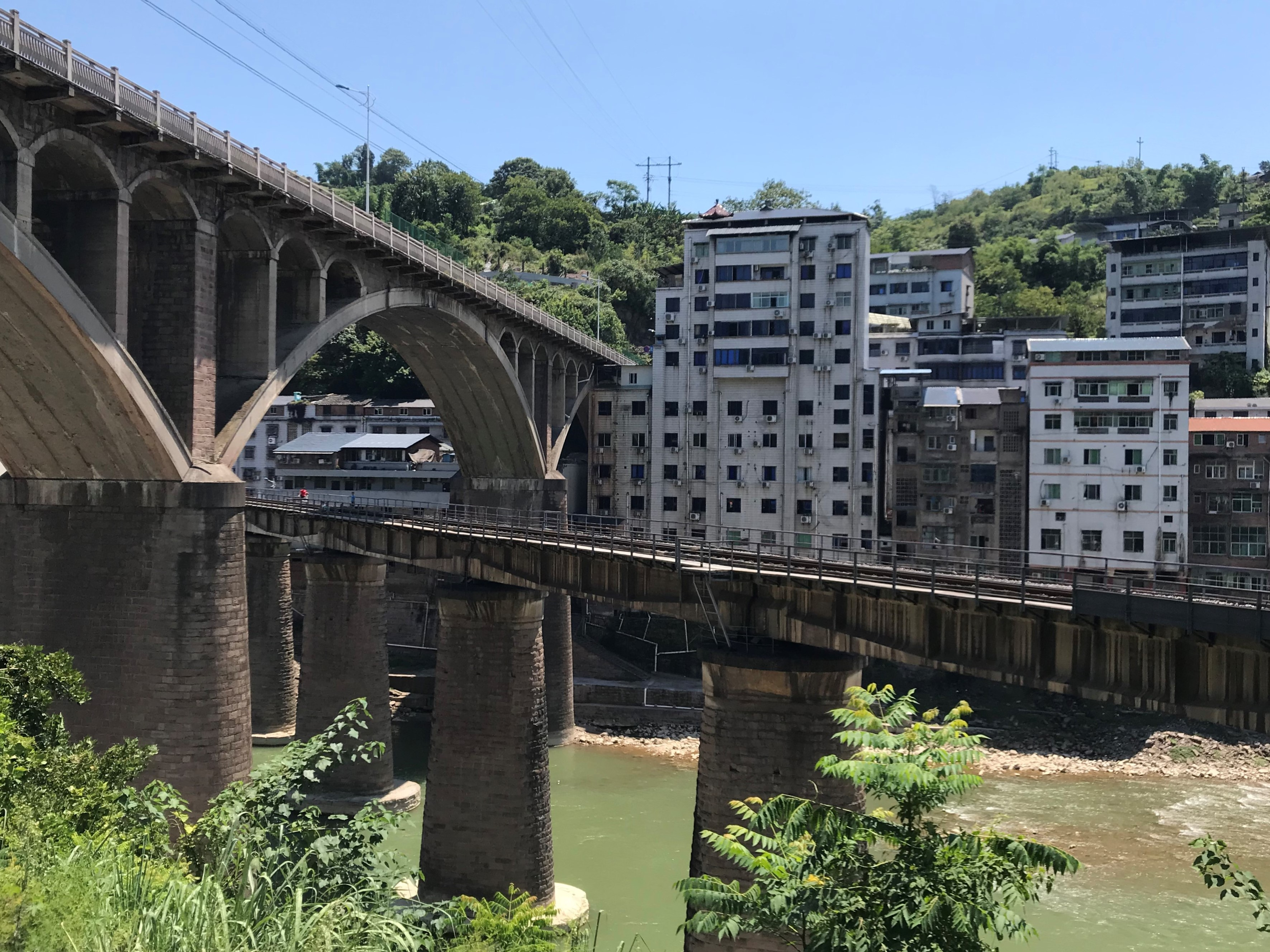
位於赶水镇境内的松藻煤矿专用线

重庆市能源投资集团有限公司，簡稱重庆市能源投资集团（英語：Chongqing Energy Investment Group Co., Ltd），在2006年，由重庆煤炭（集团）有限公司、重庆市建设投资公司、重庆燃气集团，於總部重慶市合併成立一家控股公司，業務在中國內地經營能源投资、开发、建设、运营、服务行業，董事長為劉德忠。
原重庆煤炭（集团）有限公司是在1999年，由重庆南桐矿业有限责任公司、重庆天府矿业有限责任公司、重庆松藻煤电有限责任公司、重庆永荣矿业有限责任公司、重庆中梁山煤电气有限责任公司、重庆巨能建设（集团）有限公司、重庆八四五化工有限公司改組控股公司。
2021年3月3日，重庆市能源投资集团有限公司曝出债务违约，违约金额为9.15亿元。

## 行賄爭議
2011年12月，該公司原董事長侯行知，因受賄625萬餘元人民幣，被判無期徒刑。案情指在1996年至2011年4月期间，侯行知在担任四川省重庆市经济委员会副主任、重庆市经济委员会副主任、重庆市人民政府副秘书长、重庆市能源投资集团公司董事长、党委副书记期间，利用职务上的便利，为他人谋取利益，单独或者伙同其子侯彧索取。
2017年8月，該公司原董事長馮躍宣布退任；2018年5月，因涉嫌严重违纪违法接受重庆市纪委监委纪律审查和监察调查。

## 重組
2014年，旗下重庆燃气集团股份有限公司於上海證券交易所上市。
2017年12月29日，該集團旗下松藻、南桐、永荣、天府、中梁山等五个矿业公司，合併為重庆能投渝新能源有限公司。

## 事故
2020年9月27日零时30分，重庆市能源投资集团旗下重庆能投渝新能源有限公司下属的松藻煤矿发生一氧化碳超限事故，共造成16人遇難，1人送醫抢救。

## 連結
- cqenergy.com （页面存档备份，存于）